# Литература ГДР
Литература Германской Демократической Республики (нем. DDR-Literatur) — литературные произведения, созданные на территории социалистической ГДР в период с 1945 года до её объединения с ФРГ в 1990 году.
В ГДР литература находилась под контролем правящей СЕПГ, которой трактовалась как средство приобщения трудящихся к культуре. Из-за этого литература ГДР отличалась, с одной стороны, поддержкой массовой читаемости книг по образцу СССР со стороны государства, а с другой — жёсткой идеологической цензурой и доминированием соцреализма. Примером проведения прогрессивной политики в области литературы было выдвижение авторов-женщин, таких как Криста Вольф, Бригита Райман, Ирмтрауд Моргнер, и женские образы, предвосхищающие феминистическую литературу. Так, роман Кристы Вольф «Размышления о Кристе Т.» (1968) получил звание «классики феминизма».
Актуальной темой с 1945 года стало переосмысление нацизма, что выразилось в работах вернувшихся из эмиграции писателей, среди которых — всемирно известные Бертольт Брехт, Анна Зегерс, Стефан Гейм. С разделением на советскую и западную оккупационные зоны было и идеологическое разделение: так, левая интеллигенция часто выбирала советскую зону, где больше приветствовали социалистические и антифашистские взгляды. В этих условиях Ганс Фаллада по совету будущего министра культуры и автора гимна ГДР И. Р. Бехера, передавшему ему документы Гестапо, пишет свой самый известный роман «Каждый умирает в одиночку» (1947).
Создание ГДР знаменовало собой и стремительную сталинизацию подконтрольной ей территории, и антифашизм вскоре пропал из публичной сферы. Показательной была судьба журнала «Уленшпигель», редакция которого сперва перебралась из западной зоны оккупации в советскую, где журнал первое время приветствовали, однако с созданием ГДР закрыли. Вскоре тема нацизма стала замалчиваться: как говорил Брехт в июне 1953 года, СЕПГ стала запрещать антифашистские книги, вместо этого считая нужным обращать внимание на «позитивное», например, на «прекрасную культуру немецкого народа». В СССР в это время происходит поворот к «патриотизму», устанавливается доктрина Жданова о конфликте «хорошего и лучшего». В конце 1950-х с постепенной либерализацией тема нацизма возвращается в литературу: выходят «Голые среди волков» (1958) Бруно Апица и «Якоб-лжец» (1969) и другие произведения Юрека Беккера о нацизме и еврействе.
Наиболее востребованной властями литературой в ГДР была литература соцреализма. Существовала целая программа развития социалистической культуры в ГДР «Биттерфельдский путь», не без сопротивления принятая в 1959 году и направленная на создание «самостоятельной социалистической национальной культуры», которая должна была наиболее полным образом «удовлетворять растущие художественно-эстетические потребности трудящихся». Часто писателям, как Кристе Вольф, приходилось работать на Штази.
В 50-х годах литература занята описанием возрождающейся промышленности по образцу советских производственных романов с «чёрно-белыми» героями. Этот период называли «литературой строительства» (нем. Aufbauliteratur). Основной герой — опытный рабочий, вопреки всему справляющийся с производственными трудностями. Типичным автором был Эдуард Клаудиус.
После появления Берлинской стены в 1961 году появляется новый герой — умный молодой человек, профессионал своего дела, успешно справляющийся и с личными проблемами. Бригита Райман в рассказе «Вступление в будни» или «Прибытие в будни» (1961) и отчасти Криста Вольф в романе «Расколотое небо» (1963) — выразители этой тенденции. Этот период, названный по рассказу Райман «литературой прибытия» или «литературой вступления» (нем. Ankunftsliteratur), датируется 1960—1970 годами. В нём основным становится конфликт аполитичного молодого человека со старым партработником или носителем «правильного» мировоззрения. Первый приходил к идеям партии, а второй — к необходимости обновления методов работы. В «Расколотом небе» происходит конфликт влюблённых носительницы коллективистского мировоззрения и инженера-индивидуалиста, уезжающего в Западный Берлин.
Параллельно с этим некоторые писатели были вынуждены публиковать свои произведения в ФРГ; их авторы не публиковались в ГДР и других странах Восточного блока и часто переезжали. Среди них были Райнер Кунце («Удивительные годы», 1976) и Уве Йонсон, которого Гюнтер Грасс и Ханс Майер считали самым значительным писателем, вышедшим из среды ГДР. Из-за идеологического конфликта и «формалистических» экспериментов его не публиковали. В 1959 году он издал роман «Догадки насчёт Якоба», отличавшийся модернистскими приёмами и запретными темами, и уехал в Западный Берлин. С 1976 года (см. ниже) число таких авторов заметно увеличилось.
70-е годы ознаменовались сменой руководства страны в лице Эриха Хонеккера и начавшейся затем программой либерализации искусства и литературы. Как результат, появляется тенценция к «новой субъективности», где на передний план выходят проблемы индивидуума в «социалистическом обществе». В рамках тенденции вышел роман Ульриха Пленцдорфа «Новые страдания юного В.» (1972). Либерализация закончилась депортацией поэта Вольфа Бирмана из страны и исключением Райнера Кунце из Союза писателей в 1976 году, а затем арестами и высылками за границу выступившими в их поддержку и массовой эмиграцией из ГДР в ФРГ около ста писателей (Сара Кирш, Гюнтер Кунерт, Кунце, Петер Хухель и другие) и развитием диссидентской литературы.
Угодными писателями были прежде всего Анна Зегерс, Эрвин Штриттматтер, Герман Кант.
Менее лояльными в разной степени были писатели, подписавшие протест против депортации Бирмана, среди которых были Фолькер Браун, Стефан Хермлин, Сара Кирш, Криста Вольф, Хайнер Мюллер, Стефан Гейм, Ульрих Пленцдорф, Юрек Бекер. Для некоторых это выступление закрыло возможность печататься в ГДР, и они стали печататься в ФРГ. Так, Стефан Гейм, не переезжая, там опубликовал роман «Агасфер» (1981), в котором сочетал интерпретацию библейских сюжетов в духе постмодернизма с сатирой на ГДР.
В ГДР также активно развивался детективный жанр. Важный вклад в развитие жанра внесли Петер Аддамс и Вернер Штайнберг.
В 1980-е годы появляется новое поколение андерграундных авторов, уделяющее внимание прежде всего языку; другими они критиковались как постструктуралисты, отринувшие моральное и политическое значение литературы, не без основания подозревались в работе на Штази. К ним принадлежали Детлеф Опиц, Корнелия Шляйме, Ульрих Циглер и другие.

### Серболужицкая литература
В послевоенное время серболужицкая литература достигла относительного расцвета (в условиях коммунистического режима).